# 科德斯多夫
科德斯多夫（德語：Kodersdorf），是德国萨克森州的市镇，隶属于格尔利茨县。总面积为42.54平方千米，截至2023年12月31日总人口为2,324人。